# Emi Kaneko
Emi Kaneko (金子恵実, Kaneko Emi, née le 26 décembre 1970 à Nagoya, Japon) est une chanteuse-idole japonaise des années 1980, chanteuse et mannequin de charme dans les années 1990.

## Biographie
Emi Kaneko débute en 1986 avec le duo d'idoles pop féminin Popins. Après sa séparation en 1987, elle se reconvertit dans le charme, et sort quelques disques en solo et des photobooks et videos sexy dans les années 1990. Elle a plusieurs homonymes, dont une femme politique, Emi Kaneko.

## Discographie
Singles
- 1991.11.21 : パープルレインに濡れながら
- 1992.05.21 : あらためてアイラブユー
- 1994.01.21 : SHE NEEDS

Albums
- 1994.01.21 : SHE NEEDS

## Liens
- (ja) Fiche sur Spysee